# صيح (حفاش)
صيح هي إحدى قرى عزلة بني أسعد بمديرية حفاش التابعة لمحافظة المحويت، بلغ تعداد سكانها 91 نسمة حسب تعداد اليمن لعام 2004.